# 薄皮酒饼簕
薄皮酒饼簕（学名：Atalantia henryi）为芸香科酒饼簕属下的一个种。

## 扩展阅读
- 維基物種上的相關：薄皮酒饼簕